# Oceania Handball Federation
L'Oceania Handball Federation, spesso indicata con  OHF, è l'organo che regola la pallamano in Oceania e ne raggruppa le federazioni nazionali. La lingua ufficiale è l'inglese, il presidente è Vern Winitana.

## Membri
| Codice | Nazione       | Federazione                       |
| ------ | ------------- | --------------------------------- |
| AUS    | Australia     | Australian Handball Federation    |
| COK    | Isole Cook    | Cook Islands Handball Association |
| NZL    | Nuova Zelanda |                                   |
| VUT    | Vanuatu       | Vanuatu Handball Association      |
| WSM    | Samoa         | Samoa Handball Federation         |

## Membri affiliati
| Codice | Nazione            | Federazione                               |
| ------ | ------------------ | ----------------------------------------- |
| NCL    | Nuova Caledonia    | FFHB Ligue De Handball Nouvelle Caledonie |
| TAH    | Polinesia francese | Tahitian Handball Federation              |
| WLF    | Wallis e Futuna    | Ligue Hand Ball Wallis et Futuna          |